# Асиндетон
Асиндетон (или асидент) (грч. ἀσύνδετον, лат. dissolutum, dissolutio — неповезан, без везника; стил без везника) је стилска фигура која означава низање речи, синтагми или реченица при чему се везници изостављају. Сличан је елипси а супротан полисиндетону. Припада фигурама конструкције.

## Употреба
Најчешће се изоставља везник и па се уместо њега нижу запете. Уместо запета, користе се и други знаци интерпункције: две тачке, тачка и зарез, црта. Асиндетон додаје ритам исказу па се зато неретко употребљава у поезији. Користи се да истакне логичку везу или супротност, да створи ефекат акумулације, нереда или градације. Чест је у фразеологизмима, гномским изразима попут пословица, рекламним слоганима, затим у новинским насловима, полемици, прози. Не треба га поистоветити са енумерацијом која може бити и полисиндетска. Квинтилијан га сматра врстом брахилогије.

## Историјат
Асиндетон први помиње Аристотел који га сматра погодним да истакне поенту. Деметрије каже да ова фигура доприноси драматском набоју израза. Античка реторика је делила ову стилску фигуру по врстама речи које се нижу (именице, глаголи итд.) и по томе колико речи има сваки члан низа (једну или више). Нарочито често су ову фигуру користили барокни песници, а у српској књижевности употребљавана је како у народној тако и у уметничкој поезији.

## Примери

### Реченице
- Дођох, видех, победих! (Цезар)
- Припрема, позор, сад!
- Речено — учињено!
- Ви сте к мени, ја ћу сутра к вама. (српска народна пословица)

### У поезији
| „                                        | Гвожђе, отров, коноп, ноже, Палу, огањ, колац грозни, Уље врело и сто мука У час један јунак смишља. | ” |
| — Иван Мажуранић, Смрт Смаил-аге Ченгића | |   |

| „                        | У шумама сам пронашла топле шпиље, за небројено благо: полице, љуљке, ормане, лонце, дуборезе, свиле (...) | ” |
| — Ен Секстон, Њена врста | |   |

## Сличне стилске фигуре
- Акумулација
- Брахилогија
- Елипса
- Енумерација
- Полисиндетон